# سایمون بخارف
سایمون بخارف (انگلیسی: Simon Bucharoff; ۲۰ آوریل ۱۸۸۱ – ۲۴ نوامبر ۱۹۵۵) آهنگساز، و نوازنده پیانو اهل ایالات متحده آمریکا بود.